# Orly-sur-Morin
Orly-sur-Morin je francouzská obec v departementu Seine-et-Marne v regionu Île-de-France. V roce 2013 zde žilo 676 obyvatel.

## Poloha
Sousední obce jsou: Bassevelle, Boitron, Bussières, Doue, Saint-Ouen-sur-Morin a La Trétoire.

## Vývoj počtu obyvatel
Počet obyvatel